# Csengő-hegy (Mecsek)
Koordináták: é. sz. 46° 11′ 39″, k. h. 18° 20′ 46″46.194167°N 18.346111°E
A Csengő-hegy 492 méter (más forrás szerint 489 méter) magas hegy a Keleti-Mecsekben, Hosszúhetény, Püspökszentlászló és Zobákpuszta közelében, a Kelet-Mecsek Tájvédelmi Körzetben. Régebbi neve Héró-hegy.

## Helye
Hosszúheténytől északra fekszik, a Hármashegyen túl, a Takanyó-völgytől keletre, Püspökszentlászlótól nyugatra. Gyalogtúrák célpontja. Alatta fut a Zobákpusztát Kisújbányával összekötő keskeny erdei műút. Kisújbánya felől érkezve a Csengő-hegy kevéssel a pusztabányai vadászház után következik.

## Vízrajz
Itt található a Csengő-forrás, amely a Völgységi-patak – a Keleti-Mecsek egyik fő vízfolyása – forráságát (vagy egyik forráságát) táplálja.